# Monica Dahl
Monica Anja Dahl (* 10. Juli 1975 in Windhoek, Südwestafrika) ist eine ehemalige namibische Schwimmerin. Sie ist Deutschnamibierin. Dahl nahm bei den Olympischen Sommerspielen 1992 in Barcelona für ihr Heimatland teil. Sie war die erste namibische Frau bei Olympischen Spielen. Dahl nahm an den Commonwealth Games 1994 teil.
Dort wurde sie über 50 Meter Freistil 37., über 100 Meter Freistil 35. und über 100 Meter Schmetterling 46. Vier Jahre später in Atlanta trat Dahl über die 100 und 200 Meter Freistil an.
Ihr größter sportlicher Erfolg war der Gewinn der Bronzemedaille über 50 Meter Freistil bei den Afrikaspielen 1991 in Kairo.